# Ro (Italie)
Pour les articles homonymes, voir RO.

Ro ou Ro Ferrarese (Rò en dialecte de Ferrare ; en français on rencontre aussi les graphies Rho, Rhó, Rhò, Ró et Rò) est une commune de la province de Ferrare dans l'Émilie-Romagne en Italie.

## Géographie
La commune de Ro est un centre agricole situé à 5 mètres d’altitude, le long de la rive droite du Pô, fait confins avec les communes de Berra, Copparo, Ferrare, avec la province de Rovigo et la commune de Polesella (3 km) accessible par le pont et la route provinciale SP5 qui se raccorde à la route nationale SS16 mettant Ferrare à 20 km et Rovigo à 15 km.

La route provinciale SP14 descend vers le sud et la SP24 longe le cours du fleuve vers l’Est. 

## Histoire
Le nom de Ro dérive du grec Reor. Une bulle du pape Marin II de 944 mentionne pour la première fois le nom de Roda (antique nom de Ro, cité également dans d’autres documents) confirmant les droits et les  biens de l’église d’Adria.
L’histoire de Ro est étroitement liée aux nombreux débordements du fleuve et, comme l’ensemble de la province, lié aux différends entre la maison d'Este et la république de Venise.
La commune passa successivement aux duché d'Este puis à l’État pontifical. Au Risorgimento (Unité italienne), Ro fut inséré à la commune de Copparo jusqu’à son autonomie administrative de 1908.

## Économie
Le développement économique débuta à partir du XIXe siècle grâce aux améliorations des conditions hydrauliques et à l’assainissement des terres dont la production agricole est principalement basée sur les céréales.

## Site et monuments d’intérêt
- L’église de San Giacomo, du XVIIIe siècle, riche en œuvres d’art ;
- l’église de San Rocco, de style baroque et située dans le hameau de Ruina ;
- quelques moulins antiques, qui ont inspiré le célèbre roman Il mulino del Po. Excursions en bateau sur le Pô jusqu’au musée Molino del Po.

## Fêtes, foires
- la fête patronale  le 25 juillet.

## Administration
| Période                                  | Période  | Identité         | Étiquette       | Qualité |
| ---------------------------------------- | -------- | ---------------- | --------------- | ------- |
| 14 juin 2004                             | En cours | Filippo Parisini | Centro-Sinistra |         |
| Les données manquantes sont à compléter. |          |                  |                 |         |

### Hameaux
Alberone, Guarda, Ruina, Zocca

### Communes limitrophes
Berra, Canaro, Copparo, Crespino, Guarda Veneta, Polesella

## Population

### Évolution de la population en janvier de chaque année
| 1861  | 1901  | 1921  | 1951  | 1961  | 1971  | 1981  | 1991  | 2001  |
| ----- | ----- | ----- | ----- | ----- | ----- | ----- | ----- | ----- |
| 4 001 | 5 761 | 6 524 | 7 265 | 5 722 | 4 671 | 4 531 | 4 164 | 3 811 |

| 2011  | - | - | - | - | - | - | - | - |
| ----- | - | - | - | - | - | - | - | - |
| 3 460 | - | - | - | - | - | - | - | - |

### Personalità legate a Ro
- Vittorio Sgarbi, député italien